# Jasminaceae
Jasminaceae is een botanische naam, voor een familie van tweezaadlobbige planten. Een familie onder deze naam wordt zelden erkend door systemen voor plantentaxonomie, maar indertijd wel door het systeem van De Candolle (in de spelling Jasmineae), waarin ze deel uitmaakte van de Corolliflorae.
De bekende vertegwoordiger is uiteraard de Jasmijn (Jasminum). Meestal worden de betreffende planten ingedeeld in de familie Oleaceae.